# Rwanda op de Olympische Zomerspelen 2024
Rwanda nam deel aan de Olympische Zomerspelen 2024 in Parijs, Frankrijk.

## Aantal deelnemers
Hieronder volgt een overzicht van de atleten die zich reeds gekwalificeerd hebben voor de Olympische Zomerspelen van 2024.
| Sport       | Mannen | Vrouwen | Totaal |
| ----------- | ------ | ------- | ------ |
| Atletiek    | 1      | 1       | 2      |
| Schermen    | 0      | 1       | 1      |
| Wielersport | 1      | 2       | 3      |
| Zwemmen     | 1      | 1       | 2      |
| Totaal      | 3      | 5       | 8      |

## Deelnemers en resultaten

### Atletiek

#### Loopnummers
Mannen
| atleet        | onderdeel | series | series | kwartfinale | kwartfinale | halve finale | halve finale | finale   | finale |
| atleet        | onderdeel | tijd   | rang   | tijd        | rang        | tijd         | rang         | tijd     | rang   |
| ------------- | --------- | ------ | ------ | ----------- | ----------- | ------------ | ------------ | -------- | ------ |
| Yves Nimubona | 10 000m   | n.v.t. | n.v.t. | n.v.t.      | n.v.t.      | n.v.t.       | n.v.t.       | 27:54.12 | 21     |

Vrouwen
| atlete                | onderdeel | series | series | kwartfinale | kwartfinale | halve finale | halve finale | finale | finale |
| atlete                | onderdeel | tijd   | rang   | tijd        | rang        | tijd         | rang         | tijd   | rang   |
| --------------------- | --------- | ------ | ------ | ----------- | ----------- | ------------ | ------------ | ------ | ------ |
| Clementine Mukandanga | marathon  | n.v.t. | n.v.t. | n.v.t.      | n.v.t.      | n.v.t.       | n.v.t.       |        |        |

### Schermen
Vrouwen
| atleet           | onderdeel | eerste ronde         | tweede ronde         | derde ronde          | kwartfinale          | halve finale         | finale / BM          | finale / BM    |
| atleet           | onderdeel | tegenstander uitslag | tegenstander uitslag | tegenstander uitslag | tegenstander uitslag | tegenstander uitslag | tegenstander uitslag | rang           |
| ---------------- | --------- | -------------------- | -------------------- | -------------------- | -------------------- | -------------------- | -------------------- | -------------- |
| Uwihoreye Tufaha | degen     | Yoshimura V 7 - 15   | niet geplaatst       | niet geplaatst       | niet geplaatst       | niet geplaatst       | niet geplaatst       | niet geplaatst |

### Wielersport

#### Mountainbiken
| atleet          | onderdeel               | tijd  | rang |
| --------------- | ----------------------- | ----- | ---- |
| Urara Kawaguchi | cross-country (vrouwen) | -5LAP | 34   |

#### Wegwielrennen
Mannen
| atleet          | onderdeel    | tijd | rang |
| --------------- | ------------ | ---- | ---- |
| Eric Manizabayo | wegwedstrijd | DNF  | DNF  |

Vrouwen
| atleet         | onderdeel    | tijd     | rang |
| -------------- | ------------ | -------- | ---- |
| Diane Ingabire | wegwedstrijd | DNF      | DNF  |
| Diane Ingabire | tijdrit      | 48:05.24 | 35   |

### Zwemmen
Mannen
| atleet              | onderdeel         | series | series | halve finale   | halve finale   | finale         | finale         |
| atleet              | onderdeel         | tijd   | rang   | tijd           | rang           | tijd           | rang           |
| ------------------- | ----------------- | ------ | ------ | -------------- | -------------- | -------------- | -------------- |
| Oscar Peyre Mitilla | 100 m vlinderslag | 58.77  | 38     | niet geplaatst | niet geplaatst | niet geplaatst | niet geplaatst |

Vrouwen
| atlete                | onderdeel       | series | series | halve finale   | halve finale   | finale         | finale         |
| atlete                | onderdeel       | tijd   | rang   | tijd           | rang           | tijd           | rang           |
| --------------------- | --------------- | ------ | ------ | -------------- | -------------- | -------------- | -------------- |
| Lidwine Umuhoza Uwase | 50 m vrije slag | 32.03  | 70     | niet geplaatst | niet geplaatst | niet geplaatst | niet geplaatst |